# Martin Heinrich Klaproth
Martin Heinrich Klaproth (n. 1 decembrie 1743 - d. 1 ianuarie 1817, Berlin) a fost un chimist și farmacist german, cel mai cunoscut pentru descoperirea a trei elemente chimice, uraniu (1789), zirconiu (1789) și ceriu (1803). Klaproth este considerat ca cel mai de seamă chimist german al timpului său.

## Biografie

### Farmacist
Klaproth s-a născut în Wernigerode. O mare parte a vieții sale și-a petrecut-o ca practician farmacist. După ce a fost asistent farmacist în Quedlinburg, Hanover, Berlin și Danzig, a revenit la Berlin, după decesul lui Valentin Rose (cel Bătrân), în 1771, ca manager al propriei sale afaceri.

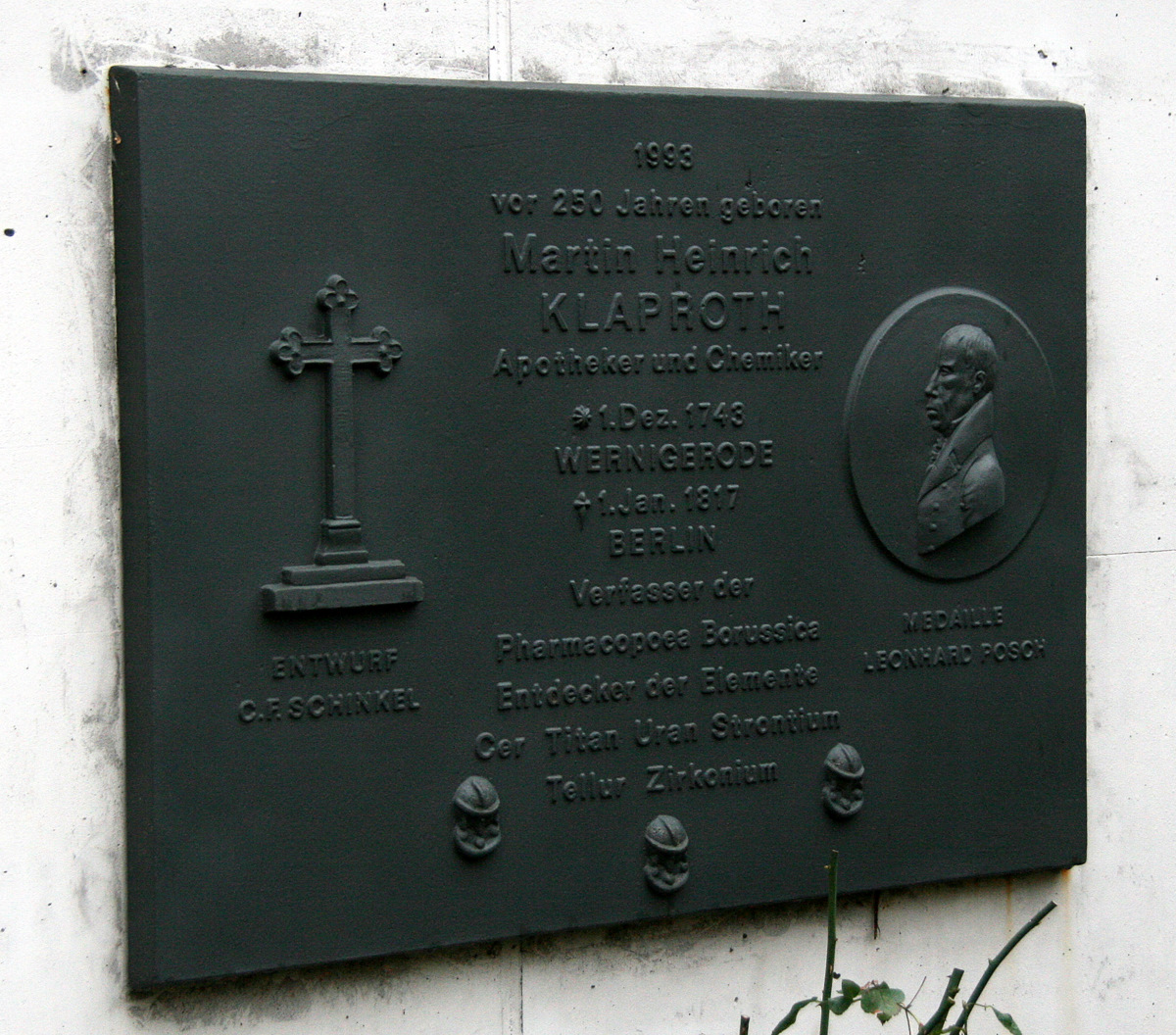
Placă memorială în onoarea lui Klaproth; Dorotheenstädtischer Friedhof in Berlin.

### Chimist și descoperitor
A contribuit foarte mult la dezvoltarea metodologiei chimiei analitice și mineralogiei. Deși a descoperit titaniul în 1791, independent de William Gregor, totuși descoperirea acestui metal este atribuită lui Gregor, datorită precedenței descoperirii acestuia.
Klaproth este creditat cu descoperirea uraniului, datorată studierii mineralului numit pitchblende. În plus, a descoperit zirconiul și ceriul, aducându-și contribuția la izolarea și elucidarea diferenței dintre telur, stronțiu, ceriu și crom.

### Diverse contribuții teoretice
Toate lucrările sale științifice, peste 200, au fost adunate de el însuși în Beiträge zur chemischen Kenntnis der Mineralkörper (5 volume, 1795–1810) și Chemische Abhandlungen gemischten Inhalts (1815). Klaproth a publicat, de asemenea și Chemisches Wörterbuch (1807–1810), respectiv a publicat și editat ca redactor o ediție revăzută a lucrării lui F. A. C. Gren Handbuch der Chemie (1806).

### Recunoaștere
Klaproth a fost membru al Membri ai Academiei Prusace de Științe.  În anul 1795 a fost ales ca membru (Fellow of the Royal Society) al celebrei Royal Society,, iar ulterior ca membru din străinătate a Academiei Regale de Științe a Suediei în 1804.

### Alte date biografice
Craterul Klaproth de pe Lună este denumit în onoarea sa.
Fiul săum Julius, a fost un foarte cunoscut orientalist.

## Lucrări
- Beiträge Zur Chemischen Kenntniss Der Mineralkörper . Vol. 1-5 . Rottmann, Berlin 1795-1810 Digital edition by the University and State Library Düsseldorf;
- Chemisches Wörterbuch . Vol. 1-9 . Voss, Berlin 1807-1819 Digital edition by the University and State Library Düsseldorf și
- Chemische Abhandlungen gemischten Inhalts . Nicolai, Berlin [u. a.] 1815 Digital edition by the University and State Library Düsseldorf

## Alte articole
- Listă de inventatori și descoperitori germani